# Teleogryllus occipitalis
Teleogryllus occipitalis är en insektsart som först beskrevs av Jean Guillaume Audinet Serville 1838.  Teleogryllus occipitalis ingår i släktet Teleogryllus och familjen syrsor.

## Underarter
Arten delas in i följande underarter:
- T. o. occipitalis
- T. o. albifrons